# Birger Ballongen Bengtssons Bravader
Birger "Ballongen" Bengtssons Bravader var en serie om 30 radioprogram i Sveriges radio på 1980-talet där Gunnar Bernstrup, Stellan Sundahl och Bengt Grafström medverkade. Birger "Ballongen" Bengtssons Bravader sändes i 30 halvtimmeslånga avsnitt under åren 1983 och 1984 och var en komedi som kom att åtnjuta viss kultstatus. Programmet var i programtablån försedd med den förklarande texten "radio-aktiva infall av och med Gunnar Bernstrup och Stellan Sundahl", och dessa två skrev manus medan Bengt Grafström stod för regi och produktion. Förutom den rafflande handlingen innehåller varje avsnitt en del musik, normalt ren instrumentalmusik. Som signaturmelodi utnyttjas ett utdrag ur Telstar, skriven av Joe Meek och framförd av The Tornados.
Så vitt bekant har Birger "Ballongen" Bengtssons Bravader aldrig sänts i repris efter 1984, och trots upprepade propåer tycks Sveriges radio inte ha några planer på att sända programmet igen .

## Handling
Serien handlar om hur Birger "Ballongen" Bengtsson och hans medhjälpare försöker stoppa ärkeskurken Alias Perssons ständiga försök att ta världsherraväldet över hela Sverige. Såväl ärkeskurken som vår store (men inte alltför intelligente) hjälte smider i varje avsnitt mer eller mindre fantastiska planer och utnyttjar metoder som röner minst sagt varierande framgång.
Vår hjälte Birger har till sin hjälp framför allt Torsten och Barbro den heliga. Och tur är det, för han själv är inte begåvad med någon större intelligens. Efter att Torsten och Barbro tagit hand om tankearbetet brukar Birger få stå för muskelarbetet.
Handlingen avslutas i respektive avsnitt, och i efterföljande avsnitt återkommer Alias Persson med nya planer.

## Karaktärer

### De goda
- Birger "Ballongen" Bengtsson - seriens titelfigur och store hjälte. Ständigt sysselsatt med att stoppa Alias Perssons försök att ta världsherraväldet över hela Sverige. Birger är dock begåvad med mer entusiasm än intelligens, och framgångarna beror oftare på hans medhjälpare än honom själv.
- Torsten - Birgers ständige följeslagare som på sitt mer avmätta vis får göra sitt bästa för att avstyra Birgers mest vansinniga idéer och tillföra det mesta av den tankekapacitet som åtgår för att stoppa Alias Persson.
- Barbro den heliga - (lösnäsans beskyddare), medhjälpare som ibland åtföljer Birger och Torsten. Så snart hennes namn nämns i serien hörs en kör utbrista "Lösnäsans beskyddare!".
- Lille Olle - som är mycket liten och inte gör så mycket åt det. Förekommer som olika karaktärer i diverse avsnitt, till exempel Drak-Olle i Vampyrfallet.

### De onda
- Alias Persson - seriens stora ärkeskurk som ständigt smider djävulska planer på att ta över världsherraväldet i hela Sverige. Uppträder ofta under nya alias och listiga förklädnader som Birger aldrig genomskådar. Så snart hans namn nämns i serien spelas de första takterna ur ödessymfonin av Ludwig van Beethoven.
- Lismajl Hejduk - gästarbetare från yttre rymden med tre armar och ett extra öga mitt uppe på huvudet för att hålla koll på vädret. Utför grovarbetet åt Alias Persson, men är inte någon större tänkare och lyckas för det mesta få Alias Perssons planer att gå om intet. Hans utomjordiskhet speglas i programmet med att han säger ord konstigt eller rent av fel (till exempel femotenalt genitalt).

### Övriga karaktärer
- Berättarrösten - (Bengt Grafström) som för handlingen framåt.
- Översten - som ibland avbryter handlingen för kommentarer, i likhet med översten i Monty Pythons flygande cirkus. Denna överste pratar alltid med grevlig skorrning.
- Stellan Sundahl och Gunnar Bernstrup kommer titt som tätt med inlägg och kommentarer.

## Episoder
Episoderna hade inga titlar när de sändes, men de har här försetts med korta titlar som beskriver innehållet så gott det går. 
- Episod 1 - Krockapparaten - Sändes 3 september 1983
- Episod 2 - Torstens groda 10 september 1983
- Episod 3 - Kedjebrevet - Sändes 17 september 1983
- Episod 4 - Hönornas uppror - Sändes 24 september 1983
- Episod 5 - Cleopatras restskatt - Sändes 1 oktober 1983
- Episod 6 - Nollningen - Sändes 8 oktober 1983
- Episod 7 - Det falska rekreationshemmet - Sändes 15 oktober 1983
- Episod 8 - Den skurkaktiga Bonden - Sändes 22 oktober 1983
- Episod 9 - Överfallet på Lapplandspilen - Sändes 29 oktober 1983
- Episod 10 - Urmakarmysteriet - Sändes 5 november 1983
- Episod 11 - Operation Gränna - Sändes 12 november 1983
- Episod 12 - Tidsmaskinen - Sändes 4 februari 1984
- Episod 13 - Den grevliga skatten - Sändes 11 februari 1984
- Episod 14 - Sveriges Radio-fallet - Sändes 18 februari 1984
- Episod 15 - Ap-mysteriet - Sändes 25 februari 1984
- Episod 16 - Serie-dilemmat - Sändes 3 mars 1984
- Episod 17 - Vampyrfallet -Sändes 10 mars 1984
- Episod 18 - Den hålborrande ubåten - Sändes 17 mars 1984
- Episod 19 - Saxofonkuppen - Sändes 24 mars 1984
- Episod 20 - Förvirringsmekanismen - Sändes 31 mars 1984
- Episod 21 - Viktoriafallet - Sändes 7 april 1984
- Episod 22 - PRAO-eleven - Sändes 14 april 1984
- Episod 23 - Pianokuppen - Sändes 21 april 1984
- Episod 24 - Fotbollskuppen - Sändes 28 april 1984
- Episod 25 - Sjörövarön - Sändes 2 maj 1984
- Episod 26 - Mysteriet i Sherwoodskogen - Sändes 12 maj 1984
- Episod 27 - Birgers testamente - Sändes 19 maj 1984
- Episod 28 - Lottofallet - Sändes 26 maj 1984
- Episod 29 - Göta kanalfallet - Sändes 2 juni 1984
- Episod 30 - Fåromvandlaren - Sändes 9 juni 1984